# Серату
Серату (рум. Săratu) — село у повіті Васлуй в Румунії. Входить до складу комуни Стенілешть.
Село розташоване на відстані 294 км на північний схід від Бухареста, 39 км на схід від Васлуя, 77 км на південний схід від Ясс, 134 км на північ від Галаца.

## Населення
За даними перепису населення 2002 року у селі проживали 57 осіб, усі — румуни. Усі жителі села рідною мовою назвали румунську.